# 劉志 (北周)
劉 志（りゅう し、? - 570年）は、中国の北魏から北周にかけての政治家。本名は思。宇文泰に「卿の為すところ、毎に吾が志に会う」と言われて志と改名した。本貫は弘農郡華陰県。

## 経歴
劉瓌の子として生まれた。北魏の正光年間、明経に挙げられて国子助教として召され、行台郎中に任ぜられた。528年、宣威将軍・給事中の位を加えられた。529年、東中郎府司馬・征虜将軍に転じた。533年、安北将軍・銀青光禄大夫・広州別駕に任ぜられた。534年、孝武帝が関中に入ると、劉志は東魏に従わず、ひそかに長安に使者を送って上表した。孝武帝は劉志をよみして、長史・襄城郡太守に任じた。後に高歓の派遣した軍による包囲を受けて、城は陥落し、劉志は屈服した。
537年、西魏の独孤信が洛陽を奪うと、劉志は同志のものを糾合して、広州を挙げて西魏に帰順した。大丞相府墨曹参軍となり、華陰県男に封ぜられた。大都督・撫軍将軍の位を加えられ、中外府属に転じ、国子祭酒にうつった。宇文毓が宜州牧として出向すると、劉志はその幕府司録となった。宜州に田宅を賜って、移住した。宇文毓が岐州にうつると、劉志は本官のままつき従った。557年、北周の明帝（宇文毓）が即位すると、右金紫光禄大夫・車騎大将軍・儀同三司の位を受け、爵位は武郷県公に進み、宇文氏の姓を賜った。宇文邕が魯公となると、劉志はその府司馬となった。
561年、武帝（宇文邕）が即位すると、驃騎大将軍・開府儀同三司に進み、刑部中大夫に任ぜられた。後に延寿郡太守となり、叛乱勢力を説得して帰順させ、治安を回復した。使持節・成州諸軍事・成州刺史に転じた。570年、死去した。大将軍・揚州刺史の位を追贈された。諡は文といった。

## 子女
- 劉子明（後嗣、右侍上士・大都督・絳州別駕、隋初に行台郎中・順陽郡守）
- 劉子陵（司右中士・帥都督・涼州別駕、隋初に姑臧郡太守・儀同三司、衛州蔚州長史、幽州総管府司馬、朔州総管府長史）

## 伝記資料
- 『周書』巻三十六 列伝第二十八